# Bardsragujn chumb 1997
Soutěžní ročník Bardsragujn chumb 1997 byl 6. ročníkem nejvyšší arménské fotbalové ligy. Svůj první titul vybojoval tým FC Jerevan.

## Tabulka
| Poř. | Tým                         | Z  | V  | R | P  | VG | OG | B  |
| ---- | --------------------------- | -- | -- | - | -- | -- | -- | -- |
| 1.   | FC Jerevan                  | 18 | 13 | 4 | 1  | 41 | 10 | 43 |
| 2.   | FC Širak Gjumri             | 18 | 12 | 5 | 1  | 46 | 8  | 41 |
| 3.   | Erebuni-Homenmen Jerevan FC | 18 | 11 | 2 | 5  | 35 | 20 | 35 |
| 4.   | FC Pjunik Jerevan           | 18 | 11 | 2 | 5  | 42 | 16 | 35 |
| 5.   | Cement Ararat               | 18 | 8  | 3 | 7  | 28 | 27 | 27 |
| 6.   | FC Ararat Jerevan           | 18 | 7  | 6 | 5  | 32 | 21 | 27 |
| 7.   | FC Kotajk Abovian           | 18 | 5  | 4 | 9  | 31 | 33 | 19 |
| 8.   | Karabach Jerevan FC         | 18 | 5  | 3 | 10 | 13 | 28 | 18 |
| 9.   | FC Dvin Artašat             | 18 | 1  | 4 | 13 | 16 | 52 | 7  |
| 10.  | FC Lori Vanadzor            | 18 | 0  | 1 | 17 | 7  | 76 | 1  |
| 11.  | FC Van Jerevan              | 0  | 0  | 0 | 0  | 0  | 0  | 0  |

|  | Vítěz ligy                                           |
|  | Klub se odhlásil ze soutěže těsně před začátkem ligy |
|  | Zápas o udržení                                      |
|  | Sestup do Aradżin chumb                              |

### Zápas o udržení
| Datum             | Stadion | 9. místo v Bardsragujn chumb | Výsledek | 2. místo v Aradżin chumb | Poznámka                                  |
| ----------------- | ------- | ---------------------------- | -------- | ------------------------ | ----------------------------------------- |
| 20. listopad 1997 | Abovjan | Dvin Artašat                 | 3 : 1    | FC Spitak                | Dvin Artašat se udržel v nejvyšší soutěži |

## Vítěz
| Bardsragujn chumb 1997 FC Jerevan (1. titul) |